# Sjarhej Sidorski
Sjarhej Sjarheevič Sidorski (in bielorusso Сяргей Сяргеевіч Сідорскі?; Homel', 13 marzo 1954) è un politico bielorusso, Primo ministro della Bielorussia dal 2003 al 2010.
È stato nominato il 10 luglio 2003 per sostituire il dimissionario Henadz' Navicki ed è stato confermato Primo ministro il 9 dicembre 2003 dal presidente Aljaksandr Lukašėnka.
Fu sostituito nella carica di primo ministro il 28 dicembre 2010 da Michail Mjasnikovič.